# Таммнеэме
Та́ммнеэме (эст. Tammneeme), ранее также Тамнеме, Тамнемме — деревня в волости Виймси уезда Харьюмаа, Эстония.

## География и описание
Расположена на восточном побережье полуострова Виймси в 18 километрах от центра Таллина и в 10 километрах от порта Мууга. До посёлка Виймси, где находится волостное управление, — 7 километров. Высота над уровнем моря — 22 метра.
На востоке к деревне примыкает залив Мууга, к северу расположена деревня Леппнеэме, к югу — деревня Рандвере. На западе находится километровая часть внутренней области полуострова Виймси. Лес отделяет Таммнеэме от деревни Лубья.
В западной части Таммнеэме проходит государственное шоссе Виймси—Рандвере, соединяющее деревню через Рандвере и далее через Метсакасти с Таллином.
Климат умеренный. Официальный язык — эстонский. Почтовый индекс — 74017.

## Население
По данным переписи населения 2021 года, в Таммнеэме насчитывалось 528 жителей, из них 429 (81,6 %) — эстонцы.
По данным переписи населения 2011 года, число жителей деревни составило 463 человека, из них 406 (87,7 %) — эстонцы.
В 2005 году удельный вес жителей деревни в возрасте до 24 лет составлял 31 %, что было меньше среднего по волости.
Численность населения посёлка Таммнеэме по данным переписей населения:
| Год  | 1959 | 1970  | 1979  | 1989  | 2000  | 2011  | 2021  |
| ---- | ---- | ----- | ----- | ----- | ----- | ----- | ----- |
| Чел. | 125  | ↘ 107 | ↗ 134 | ↘ 103 | ↗ 254 | ↗ 463 | ↗ 528 |

## История
В письменных источниках деревня Таммнеэме впервые упоминается в 1491 году, когда при продаже мызы Маарт в числе прочего наряду с деревней Рандвер была также названа расположенная к северу от неё, в прибрежной глухомани деревня Иверсбак (Iversback). Местоположение этой деревни совпадает с центральной частью нынешней деревни Таммнеэме.
Основателями этой деревни были шведы, бывшие жители шведского побережья. Прибрежные шведы были свободны в своих перемещениях и видах деятельности, так как они не были крепостными. Мызе Маарду они платили натуральную ренту — рыба, овощи и фрукты, масло, яйца, тюлений жир, сыр и пр. В их пользовании были также прибрежные земли для ведения сельского хозяйства, лесные и пастбищные угодья и места для рыболовства.
Начиная с первой четверти 16-го столетия из внутренних эстонских земель в Таммнеэме стали прибывать на жительство эстонцы, и деревня превратилась в смешанное шведско-эстонское поселение. В числе её жителей было также несколько финнов. С течением времени численность эстонцев в деревне стала преобладающей.
В 1682 году деревню впервые письменно назвали как Таммоними (Tammonimi). В то же время местными жителями использовалось и название Иверсбак.
На военно-топографических картах Российской империи (1846–1863 годы), в состав которой входила Эстляндская губерния, деревня обозначена как Тамнеме.
Когда в начале XIX столетия в Эстонии стали создаваться волости, первоначально они совпадали с землями, принадлежащими мызам. До 1891 года деревня Таммнеэме относилась к волости Маарду.
В 1891 году волость Маарду объединили с соседней волостью Нехату. В состав новой волости стали входить земли, принадлежащие мызам Нехату, Маарду, Вяо, Саха, Виймси и Хаабнеэме. Сюда же входила и деревня Таммнеэме.
В 1919 году была восстановлена существовавшая до 1891 года волость Виймси, и деревня Таммнеэме стала входить в её состав.
В 1939 году волости Виймси и Нехату были объединены, результатом чего стало появление волости Иру, которая получила своё название по названию местоположения волостного дома. Деревня Таммнеэме стала входить в состав волости Иру.
В 1945 году были созданы Ируский, Виймсиский и Маардуский поселковые советы. С этого времени деревня Таммнеэме входила в состав поселкового совета Виймси Ируской волости.
В 1950 году волости были ликвидированы.
В 1990 году волости были восстановлены, а советы — ликвидированы, и деревня стала входить в состав волости Виймси.
Во второй половине 1940-х годов в Эстонии началась принудительная коллективизация. В прибрежных деревнях этот процесс происходил в виде образования рыболовецких артелей. Первая артель под названием «Пыхья Калур» («Põhja Kalur», с эст. «Рыбак Севера») была основана в Рохунеэме 22 декабря 1946 года. В следующие годы были созданы артели: в Леппнеэме — артель Мурдлайне («Murdlaine»), в Мийдуранна — артель «Форелль» («Forell»), рыбаки Таммнеэме и Рандвере объединились в артель «Рандлане» («Randlane»). 12 августа 1950 года в Виймсиской школе было проведено общее собрание четырёх артелей, на котором было решено объединить их в рыболовецкий колхоз имени С. М. Кирова. Как часть колхоза до 1968 года в деревне Таммнеэме работал порт и рыбоприёмный пункт.

## Инфраструктура
На современное развитие и внешний облик деревни Таммнеэме существенно повлияло создание в 1960—1970-х годах в её южной и северо-западной части дачно-садовых кооперативов. Большая часть дач к настоящему времени перестроена для круглогодичного проживания, что увеличило численность зарегистрированных в деревне жителей. До реформы собственности был построен микрорайон по улице Халликиви (эст. Hallikivi tee), состоявший из индивидуальных домов. После реформы многие земельные участки поменяли собственников, началось развитие недвижимости, крупнейшим из которого стала улица Тейгари (эст. Teigari tee).
В Таммнеэме проведены трассы водоснабжения и канализации, реновированы дороги, обновлены дренажные системы, освещены главные улицы, есть доступ в Интернет. В деревне есть общинный дом, где проводятся культурные и общественные мероприятия, спортивные площадки, спортзал и лесные «тропы здоровья». Имеется современный магазин продуктов и товаров первой необходимости. На морском берегу восстановлен причал и относящиеся к нему сооружения; построены игровые площадки для детей; активно действует деревенское товарищество.

## Галерея

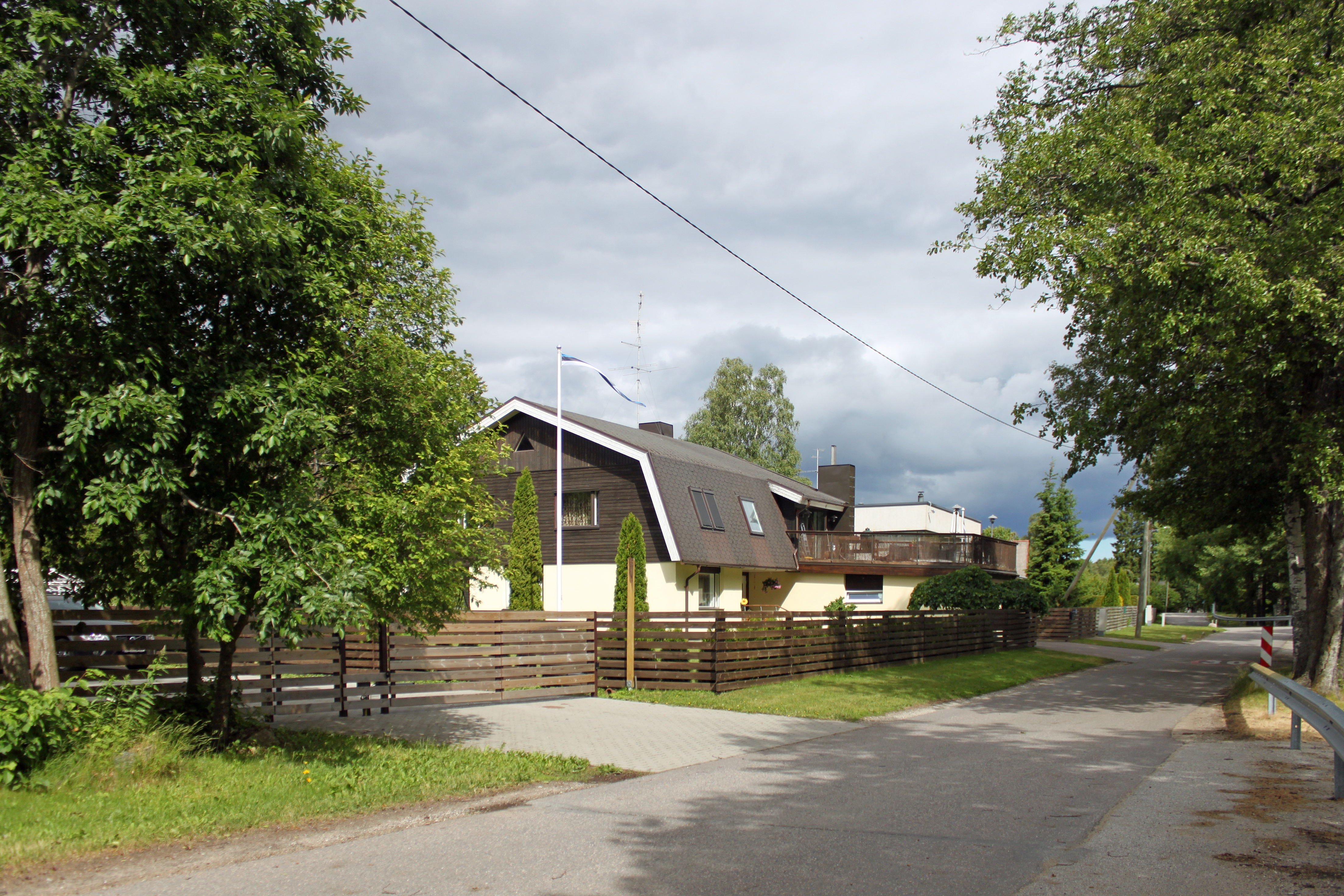
Улица в Таммнеэме
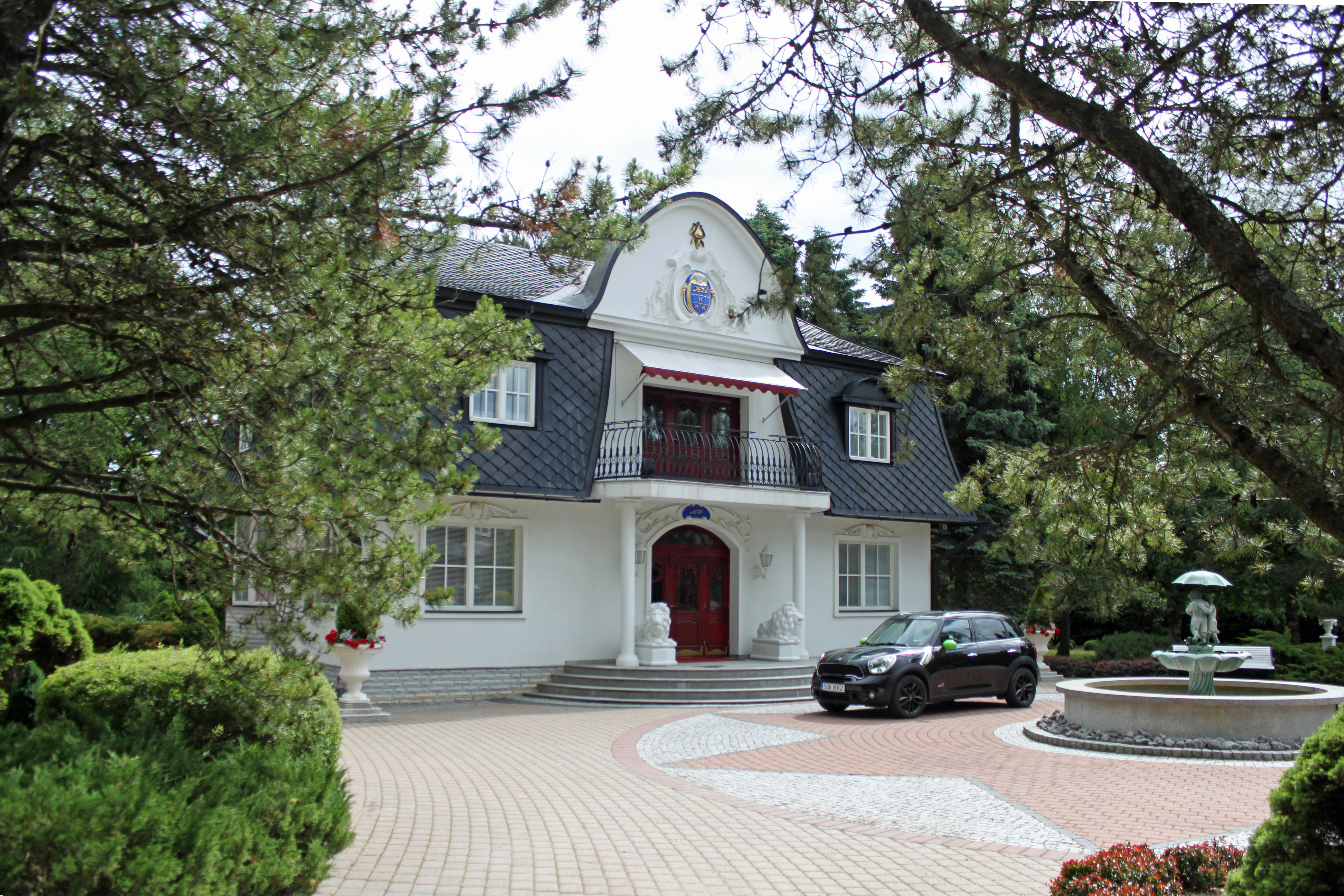
Вилла в Таммнеэме
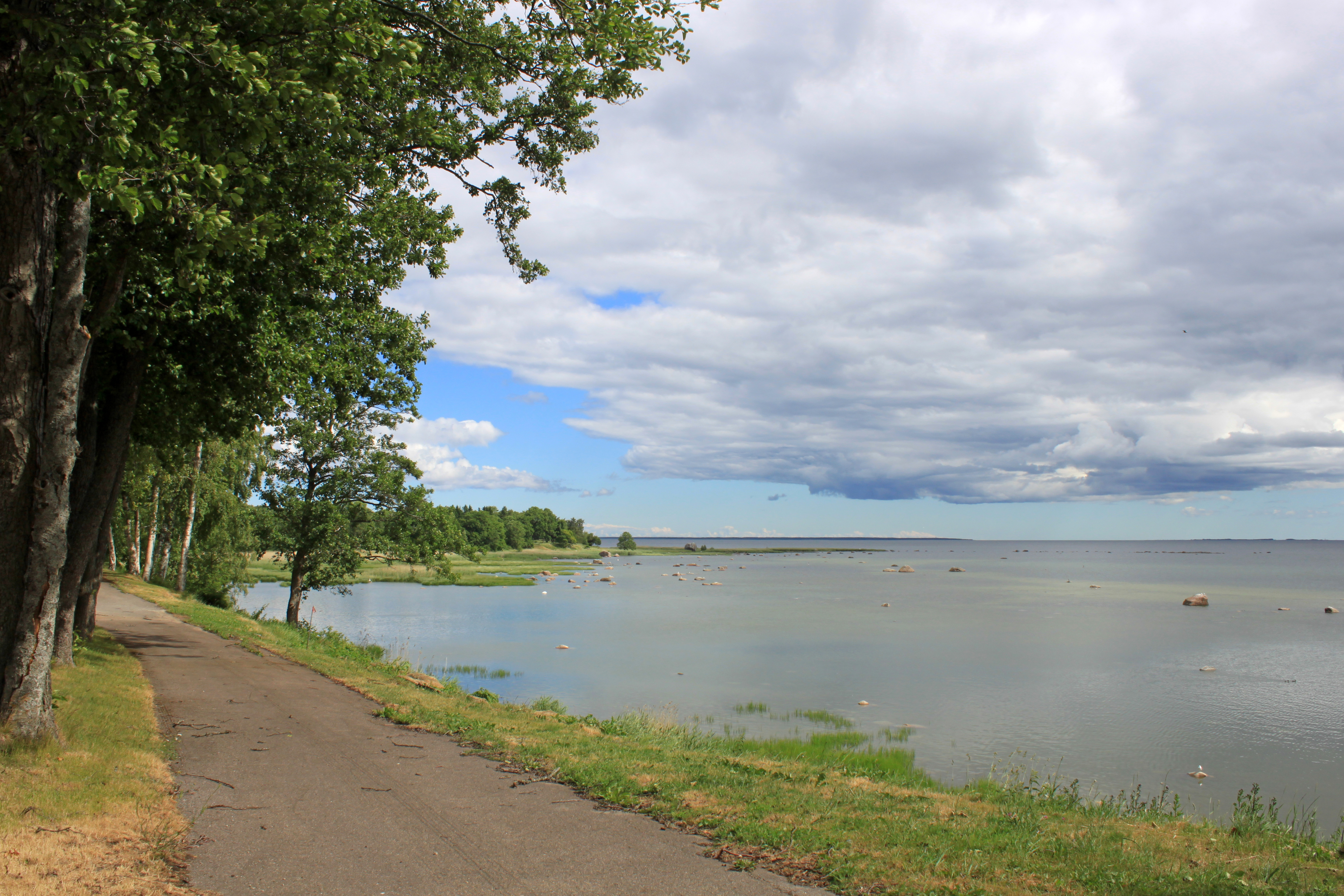
Побережье в Таммнеэме
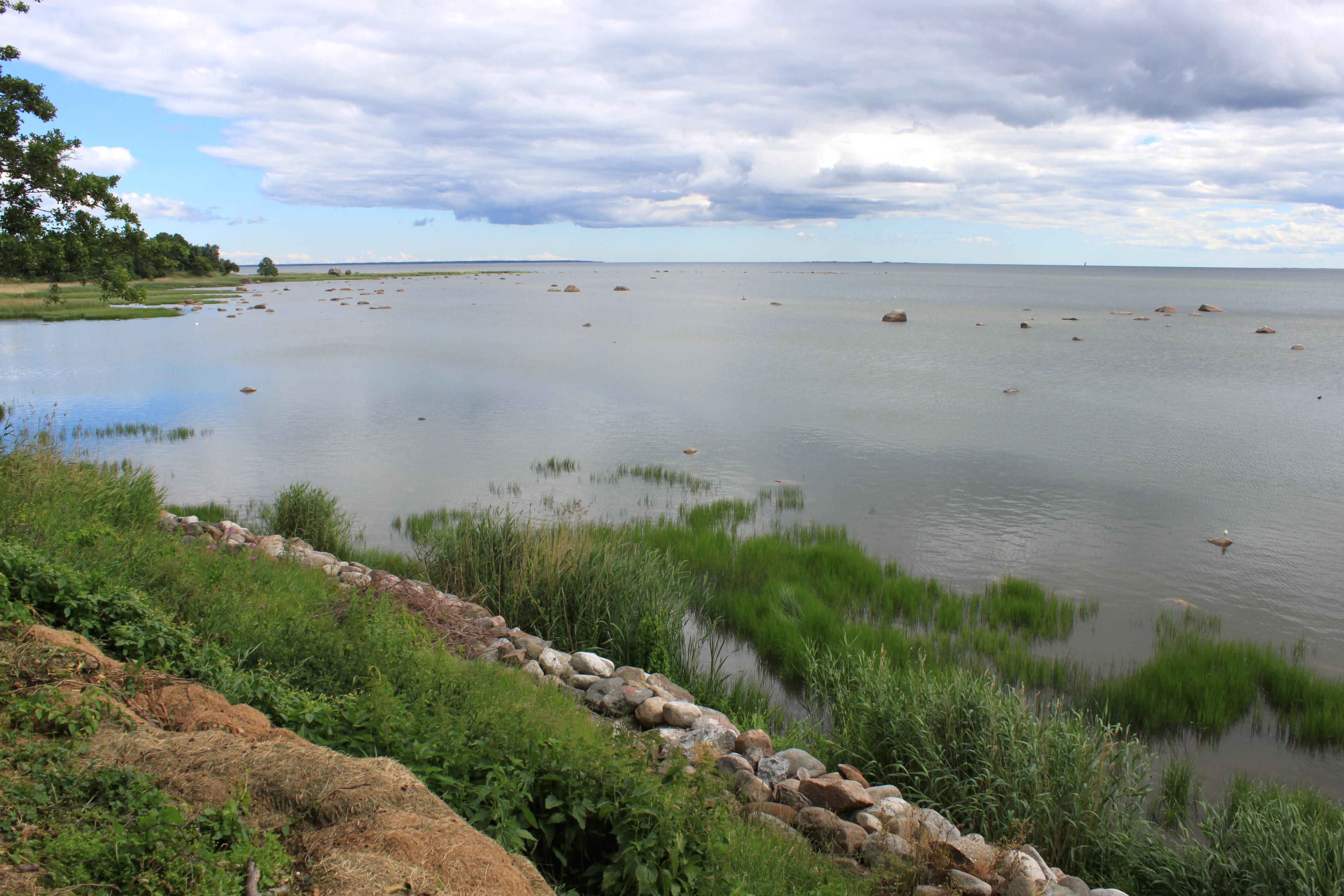
Берег моря в Таммнеэме